# Terrarium

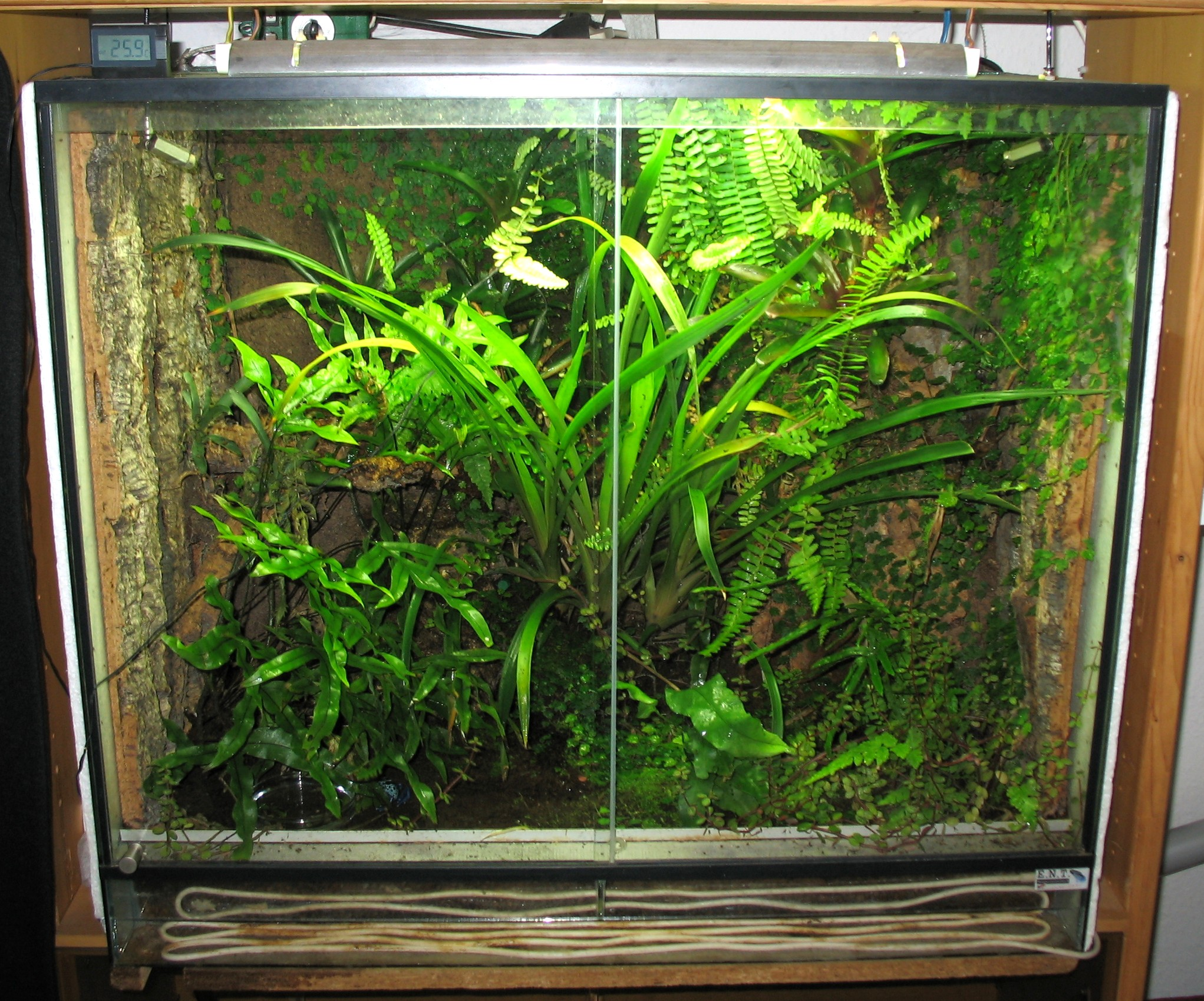
Een dichtbeplant regenwoudterrarium

Een terrarium is een kunstmatige leefomgeving van een in gevangenschap gehouden diersoort die bestaat uit een volledige afsluiting van de omgeving. Een terrarium heeft een inrichting die is aangepast zodat de erin te houden diersoort zich kan handhaven en zelfs voortplanten. Er zijn vele soorten dieren die in een terrarium gehouden kunnen worden, van centimeters lange insecten tot reptielen van meer dan een meter. De inrichting van het terrarium is voor vrijwel iedere diersoort anders. Sommige dieren kunnen in kleine groepjes worden gehouden, maar sommige zijn zeer solitair en dulden geen soortgenoten, behalve in de paartijd.

## Algemeen
Een terrarium is een aquarium zonder watergedeelte (aqua) maar met een landgedeelte (terra). De liefhebber probeert in een terrarium zo goed mogelijk een bepaalde biotoop na te bootsen voor de erin gehouden soort(en). Als dit goed lukt zal de soort gedijen en zich wellicht zelfs willen voortplanten. Bij sommige dieren is dit eenvoudig, bij andere buitengewoon lastig, met name bij diersoorten die levende prooien moeten eten, waarvan de beschikbaarheid dus voor lange tijd gegarandeerd moet zijn om tot succes te kunnen komen. Het gedrag en de levensloop van een diersoort kunnen in een terrarium tot op zekere hoogte worden bestudeerd; er kunnen foto's van worden gemaakt. Het geeft grote voldoening als men door studie, observatie en aandacht erin slaagt een soort zich in deze kunstmatige biotoop prettig te laten voelen. Het is voor veel liefhebbers moeilijk om dit gevoel jarenlang of tientallen jaren lang vast te houden. Sommige terrariumdieren zoals schildpadden kunnen zeer oud worden.
In beginsel kan ieder dier in gevangenschap worden gehouden, maar slechts een aantal soorten komt in aanmerking vanwege het algemene voorkomen, de geringe lengte, een relatief eenvoudig na te bootsen habitat en vaak een grote tolerantie voor veranderende omstandigheden. Vrijwel alle zoogdieren en vogels zijn bijvoorbeeld niet lang in leven te houden vanwege de complexe levenswijze, uitgezonderd kleinere soorten als knaagdieren.
Het begrip terrarium wordt over het algemeen gebruikt voor de behuizing van reptielen, amfibieën en sommige geleedpotigen. Het is echter behoorlijk alomvattend en kan relatief kleine terarria betreffen of grote bakken van enkele kubieke meters voor de grotere soorten. Heel grote soorten kunnen door een particulier alleen in een grote ruimte zoals een niet gebruikte slaapkamer of door dierentuinen worden gehuisvest, en worden verder niet als in een terrarium te houden diersoort beschouwd. Voorbeelden zijn alle soorten krokodilachtigen, grotere hagedissen zoals alle varanen en actievere en in groepen levende middelgrote soorten als de kraaghagedis. Er zijn ook sommige amfibieën die erg lang worden, zoals de reuzensalamanders, maar deze zijn tevens erg zeldzaam en worden niet verhandeld.
Belangrijk bij de inrichting van een terrarium is deze zo in te richten en te belichten, dat de natuurlijke omstandigheden van het te houden dier zo nauwkeurig mogelijk worden nagebootst wat betreft inrichting, temperatuur en luchtvochtigheid. Met name temperatuur en vochtigheid worden wel onderschat. Veel amfibieën bijvoorbeeld hebben een hekel aan warmte, en raken al dicht boven hun ideale temperatuur overhit. Dieren moeten niet te droog gehouden worden omdat ze dan uitdrogen, maar een te hoge luchtvochtigheid is voor een dier al even schadelijk. Insecten verschimmelen, zoogdieren krijgen problemen met de ademhalingsorganen en bij amfibieën en reptielen wordt de huid aangetast.

## Overwegingen voor beginners
Wie een terrarium wil aanschaffen doet er goed aan eerst eens een aantal dingen te overdenken. Terrariumdieren zoals hagedissen worden vaak tientallen jaren oud, veel ouder dan een hond of kat. Roodwangschildpadden kunnen wel 30 jaar worden, en sommige salamanders 50 jaar, en dat zijn niet eens de uitschieters. Veel dierenhandels nemen geen dieren terug, en reptielen en amfibieën zijn soms erg taaie dieren en doen er maanden of jaren over om dood te gaan.
Bovendien kosten de dieren (soms veel) geld, en altijd geregelde aandacht, niet alleen bij aanschaf, maar ook maandelijkse kosten aan stroom, voedseldieren, kalk- en vitaminenpreparaten en behandeling van ziekten.
Terrariumdieren zijn over het algemeen niet erg aaibaar en kunnen er vaak ook niet goed tegen geregeld gehanteerd te worden. Veel soorten zitten de hele dag verstopt op een plekje waar ze niet zichtbaar zijn, zoals in een hol, of liggen nagenoeg bewegingsloos onder een warme lamp. Alle reptielen, amfibieën, insecten en andere koudbloedigen zijn soms tot in het extreme gespecialiseerd in het verbruiken van zo min mogelijk energie. Als de bekoring van het nieuwe eraf is wordt de verzorging al gauw een sleur. Het dumpen in de natuur richt soms schade aan (zie brulkikker en roodwangschildpad) omdat de invasieve soorten met inheemse soorten moeten concurreren, en soms succesvoller zijn.
Voordat men dieren als reptielen of amfibieën aanschaft, kan beter enige ervaring worden opgedaan met bijvoorbeeld een eenjarig insect als de bidsprinkhaan (die levend voer nodig heeft) of een wandelende tak, die blaadjes eet.

### Gevaarlijke reptielen

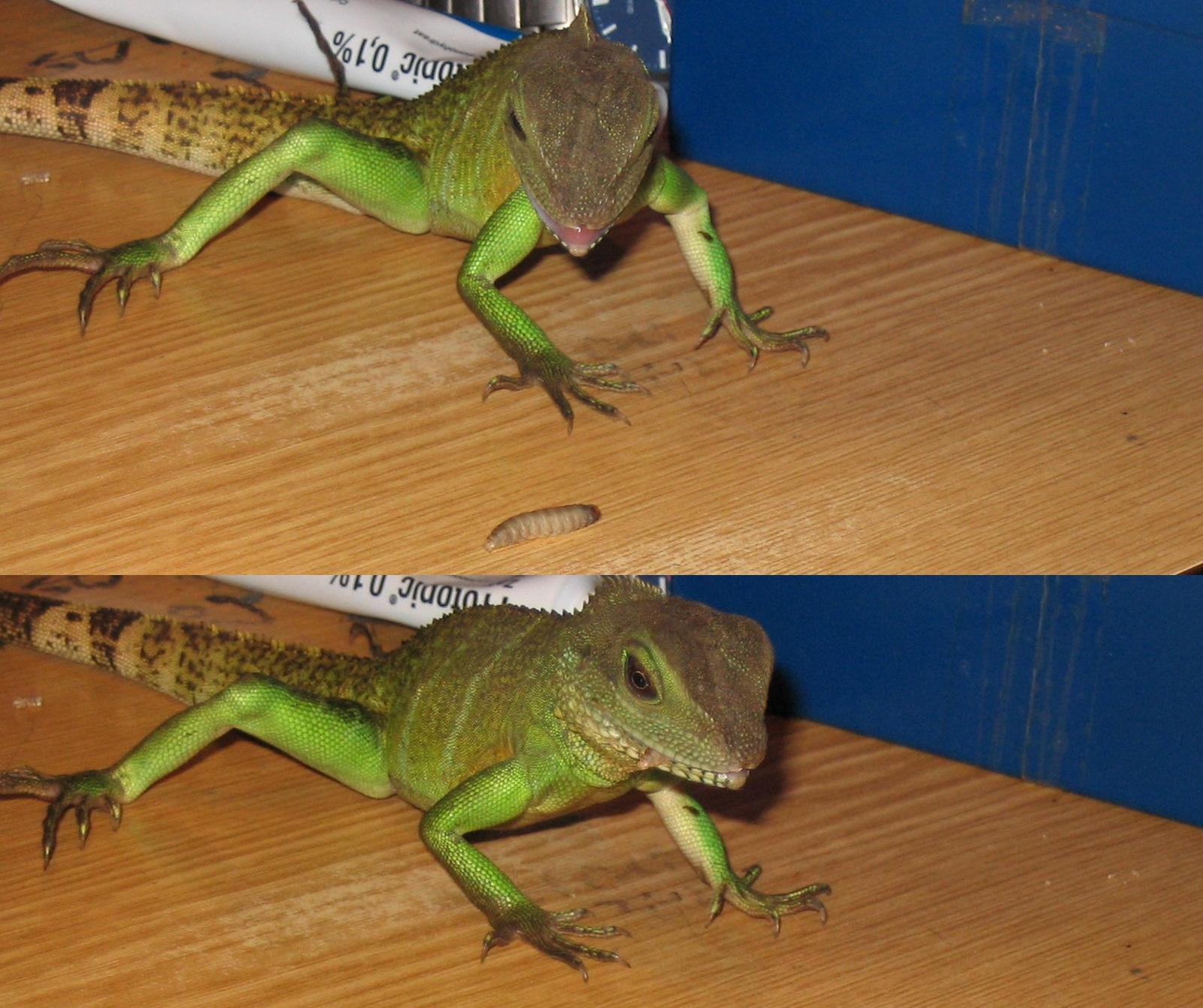
Veel hagedissen doen alles voor voedsel, ook buiten het terrarium, maar tam worden ze nooit

Veel reptielen zijn erg aardig om te zien als ze enige centimeters groot zijn, maar veel soorten kunnen, als het lukt ze in leven te houden, heel lang doorgroeien. Sommige schildpadden worden ongeveer een meter lang en hebben scherpe klauwen en enorme kaakspieren. Van de krokodilachtigen is geen enkele soort door een particulier te houden en korsthagedissen zijn giftig. Gifslangen zorgen bij ontsnapping voor een gepeperde rekening van de gemeente en vormen een permanent gevaar voor kinderen en huisdieren. Er zijn zeer serieuze hobbyisten die de slangen alles bieden wat ze nodig hebben en ze voort weten te planten zodat bij de verkoop de natuurlijke populatie er niet onder te lijden heeft, maar in de handen van een leek of beginner zijn deze dieren levensgevaarlijk. Ook op een wurgslang kan men zich verkijken: De bekende Boa constrictor kan 4 meter worden en is niet eens de grootste soort.

### Andere gevaarlijke dieren
Sommige kogelspinnen, zoals de zwarte weduwe, zijn zeer giftig. Vogelspinnen kunnen meestal (slechts) een diepe wond veroorzaken, hoewel vogelspinnen uit met name Azië en Afrika ook over medisch significant gif beschikken. Dodelijk zijn ze echter niet. Sommige duizendpoten en schorpioenen kunnen een levensgevaarlijke beet of steek toebrengen, evenals bepaalde pijlgifkikkers, en worden soms door andere terrariumdieren (of kinderen!) gezien als fruit (of snoep) met alle gevolgen van dien. Sommige tropische miljoenpoten scheiden een cyanideverbinding af om parasieten te doden. Indien onvoldoende ventilatie wordt geboden kunnen de dieren een plaatselijke wolk van dit giftige gas veroorzaken.

## Inrichting
Een terrarium moet zo worden ingericht dat men er gemakkelijk bij kan en dat het niet lastig schoon te maken is. Daarnaast moet geprobeerd worden de omstandigheden in het terrarium zo veel mogelijk te laten lijken op die waaronder de gehouden dieren in de natuur leven. De dieren moeten ook niet kunnen ontsnappen of verongelukken (graven onder zware stenen, verdrinken in waterbakjes). Terraria zijn meestal van glas maar kunnen ook van plexiglas of gaas gemaakt worden, plexiglas heeft als nadeel dat het snel krast en gaas is alleen geschikt is voor grote dieren, die grote prooien eten of vegetarisch zijn.
Een aantal omstandigheden waarmee men rekening moet houden en die misschien moeten worden geregeld of nagebootst zijn de volgende:
- lichtsamenstelling. Lichtkleur, stralingswarmte, UV-gehalte
- lichtduur. 12 uur licht en 12 uur donker, constant zoals in de tropen of een seizoensopbouw zoals in gematigde streken
- temperatuur. Hoe warm moet het terrarium zijn? Moet het van onderaf worden verwarmd, met een warmtesteen, warmtematje of warmtekabel, of door stralende warmte? Kunnen dieren die het te warm hebben naar een koelere plek vluchten? Is een thermostaat nodig? Wat gebeurt er als de thermostaat defect raakt?
- luchtvochtigheid. Is er water in het terrarium aanwezig? moet er - met de hand of automatisch - worden gesproeid?
- ventilatie. Bij onvoldoende ventilatie, kan condens of schimmel optreden; hier kunnen de dieren ziek van worden.
- voer - Wat eten de dieren? Zijn er nog supplementen nodig? Is levend voer altijd gegarandeerd verkrijgbaar?
- verzorging. Wilt u nog weleens op vakantie? Wie kan er voor de dieren zorgen?
- drinkwater - geregeld verversen, zo aanbieden dat het zo schoon mogelijk blijft en de dieren er niet in kunnen verdrinken.

## Diersoorten
Er zijn verschillende dieren die in een terrarium kunnen worden gehouden. Onderstaand zijn de bekendste diergroepen omschreven waarvan er soorten soms in de handel opduiken.

### Geleedpotigen
Onder de insecten worden soorten uit diverse groepen in een terrarium gehouden en gekweekt. De bekendste zijn de wandelende takken, omdat ze eenvoudig in leven te houden zijn en zich vrij snel voortplanten. Ook kevers, kakkerlakken, (roof)wantsen, sommige sprinkhanen en bidsprinkhanen duiken soms op in gespecialiseerde dierenwinkels. Vrijwel allemaal zijn het dieren die niet veel ruimte nodig hebben omdat ze zich zo veel mogelijk schuilhouden of stilzitten. Insecten kunnen in een glazen behuizing worden gehouden, maar ook een plastic leefbak voldoet.
Duizend- en miljoenpoten zijn actiever en foerageren op de bodem, ze hebben meer ruimte nodig. Miljoenpotigen zijn langzame dieren die meestal leven van afvalstoffen als rottend fruit, duizendpoten daarentegen zijn vaak snel en felle rovers. Grote duizendpoten kunnen bijten en sommige tropische soorten zijn giftig.
Spinnen en schorpioenen zijn een bekende groep dieren die in een terrarium worden gehouden, met name de grotere soorten als veel vogelspinnen. Ze zijn wellicht het eenvoudigst te behuizen en nemen genoegen met een leefomgeving die slechts enkele malen groter is als de eigen lichaamslengte. De stofwisseling is er echter op gericht zo min mogelijk energie te verbruiken, waardoor veel soorten alleen bewegen als een prooi langskomt. Hierdoor zijn spinnen al snel saai, en de grotere soorten kunnen vele jaren oud worden. Een aantal soorten spinnen en schorpioenen is giftig, Deze dienen met grote voorzichtigheid te worden gehanteerd. Het terrarium van deze soorten dient ontsnappingsbestendig te zijn om ongelukken te voorkomen.

### Amfibieën
Er zijn drie groepen amfibieën: kikkers en padden (Anura), salamanders (Urodela) en de wormsalamanders (Gymnophiona of Apoda). Deze laatste groep is niet geschikt voor het terrarium, omdat veel soorten zeldzaam zijn en vrijwel allemaal leven ze ondergronds.
Van de kikkers en padden zijn veel soorten erg populair als terrariumdier, zoals de pijlgifkikkers, vuurbuikpadden en boomkikkers. Boomkikkers klimmen graag en hebben een wat hoger terrarrium nodig, pijlgifkikkers leven juist op de bodem in een microhabitat, ze blijven liefst op één plaats, en nemen genoegen met een kleiner terrarium.
Ook een aantal salamanders komt in aanmerking voor het terrarium, enkele bekendere soorten zijn de axolotl (Ambystoma mexicanum) en de Canadese watersalamander (Notophthalmus viridescens)

### Reptielen
De reptielen zijn de bekendste groep van terrariumdieren, maar zijn vaak veel moeilijker in leven te houden dan amfibieën en ongewervelden. De bekendste groepen zijn de hagedissen, schildpadden en de slangen.

#### Hagedissen
Hagedissen leven in uiteenlopende omgevingen, van zeer vochtige gebieden tot kurkdroge woestijnen. Een aantal soorten leeft op de bodem, maar veel soorten klimmen ook. De bodem- of juist boombewonende levenswijze is belangrijk bij de vorm van het terrarium. Hagedissen die klimmen , zoals de onbekende maar niet moeilijke anolis hebben een terrarium nodig dat hoger is dan lang, bodembewonende soorten prefereren een groter bodemoppervlak en kunnen af met een lager terrarium.

#### Schildpadden

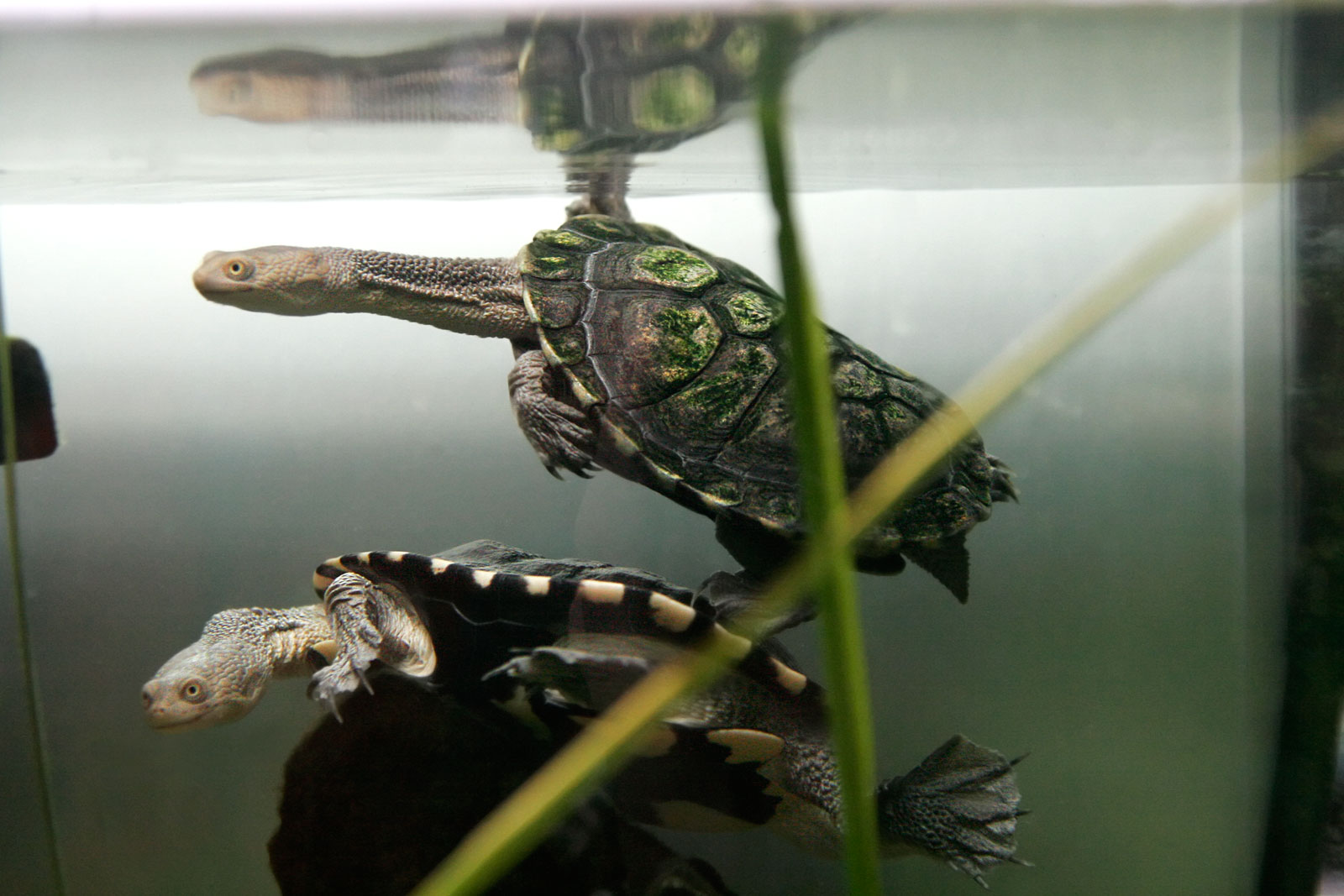
Sommige schildpadden komen nooit uit het water en kunnen beter in een aquarium worden gehouden

Schildpadden zijn qua levenswijze te verdelen in de typisch landbewonende soorten, de meeste schildpadden echter komen graag in het water en betreden zelden het land. Er zijn zelfs schildpadden die nooit aan land komen en altijd onder water blijven. Deze laatste groep kan daarom beter in een aquarium worden gehouden, alle andere waterbewonende soorten in een paludarium.
Landschildpadden hebben een droog en vlak terrarium nodig, met een drinkbakje of -poel, een schaal waarop het voedsel wordt aangeboden en een plek waar een lamp boven hangt om te zonnen, wat veel soorten graag doen. De meeste landschildpadden eten vegetarisch en leven van groenten en fruit.
Waterschildpadden zijn in de grote meerderheid, maar er is ook een grote variatie in de levenswijze en grootte. Hierdoor valt er over algemene kenmerken van een terrarium voor deze groep weinig te zeggen.

#### Slangen
Slangen staan bekend om de giftigheid van een aantal soorten, maar giftige slangen worden verder niet besproken. Het in huis halen van een gifslang is alleen verantwoord indien men al ruime ervaring heeft met slangen. Een boek lezen over een soort is geen ervaring, hoeveel men ook over de slang te weten komt.
Net als hagedissen leven slangen in zeer uiteenlopende omgevingen met diverse extremen, de zeer giftige zeeslangen bijvoorbeeld verlaten nooit het water en enkele soorten leven volledig ondergronds en leven van mieren. De extremen daargelaten zijn de slangen net als hagedissen te verdelen in boombewonend en bodembewonend. Daar komt nog bij dat een aantal soorten jaagt op de bodem, maar slaapt in een boom. Een voorbeeld zijn veel boas en pythons. Deze soorten hebben een ruim terrarium nodig, maar omdat boas en pythons meer dan twee meter lang worden is alleen al vanwege de lengte een grote behuizing vereist. "Beginners"slangen zijn bijvoorbeeld de korenslang of de kousenbandslang.

## Verenigingen
In Nederland zijn enkele tientallen terrariumverenigingen actief, meestal samenhangend met een bepaalde groep van dieren. Lacerta is de grootste vereniging en met ruim 60 jaar waarschijnlijk de oudste. Mensen die exotische dieren houden krijgen weleens kritiek omdat sommige (beschermde) diersoorten illegaal worden ingevoerd. Veel verenigingen houden daarom stamboeken bij en stimuleren de leden op de nakweek van dieren in plaats van wildvang. Lang niet alle bezitters van reptielen en amfibieën zijn lid van een vereniging, waardoor cijfers over de werkelijke aantallen dieren moeilijk zijn te verkrijgen.

## Populaire terrariumdieren

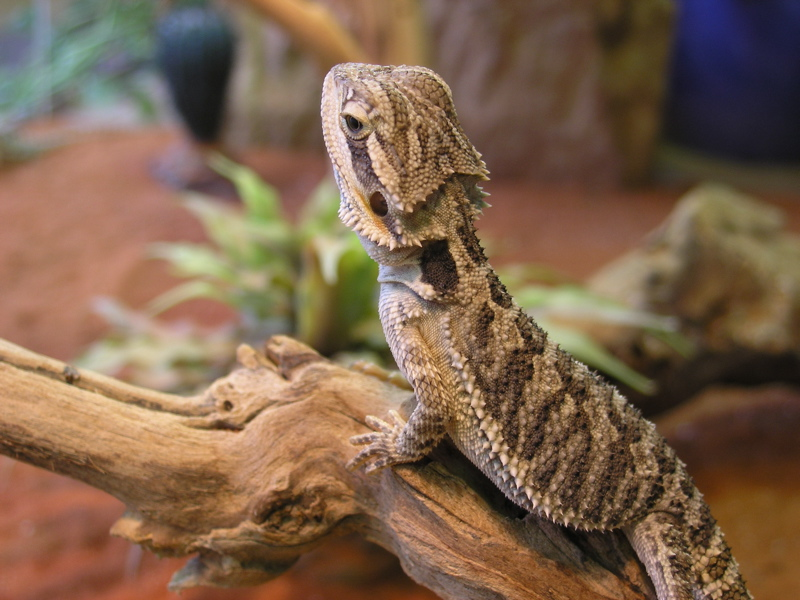
Een jonge baardagame in het terrarium

Van alle terrariumdieren is onderstaande lijst maar een zeer kleine selectie. Het gaat om soorten die althans binnen hun groep als relatief gemakkelijk gelden.
Reptielen
- Slangen
  - Rattenslang, Pantherophis Guttata
  - Koningspython, Python regius
- Hagedissen
  - Baardagame, Pogona vitticeps
  - Luipaardgekko Eublepharis macularius
  - Roodkeelanolis anolis carolinensis
  - Wimpergekko Rhacodactylus ciliatus
- Schildpadden
  - Geochelone carbonaria, kolenbranderschildpad
  - Roodwangschildpad
  - Geelwangschildpad

Geleedpotigen
- Insecten
  - Gewone wandelende tak
  - Flappentak (Extatosoma tiaratum)
  - Eudicella smithi, een tropische rozenkever
  - Pachnoda marginata, idem
  - Sissende kakkerlak
  - Kleine grottenkakkerlak
- Duizendpoten
  - Scolopendra sp. (giftig!)
- Spinnen
  - Mexicaanse roodknievogelspin
- Schorpioenen
  - Keizerschorpioen, Pandinus imperator. Giftigheid vergelijkbaar met wespensteek.
- Slakken
  - Afrikaanse reuzenslak of agaatslak, Achatina fulica